# Chronologie des faits économiques et sociaux dans les années 1850
Chronologie de l'économie
Années 1840 - Années 1850 - Années 1860

## Événements
- 1850-1870 : très forte croissance économique mondiale des années 1850[1].

### Afrique
- Vers 1850-1860 : l’exportation des esclaves cesse dans le bassin du Congo[2]. Elle est remplacée par celle des produits forestiers. L’exploitation de l’ivoire augmente tandis que de nouveaux produits, comme le tabac, sont cultivés pour l’exportation. La production agricole s’accroît (manioc pour le marché intérieur, tabac pour l’exportation) mais l’artisanat, concurrencé par les produits importés, s’effondre. Les activités commerciales sont réservées à une minorité de chefs riverains du Pool Malebo où aboutit le trafic fluvial, dominé par les Tyo depuis le XVe siècle. Le bassin du Kasaï, occupé par les Nunu et les Ntomba notamment, fournit des poteries, du sel et de l’alcool de canne à sucre pour le marché local, en même temps que de l’ivoire et de la gomme copale destinées à la côte atlantique ; celui du Congo et de l’Oubangui, dominé par les Bobangi, produit des vivres (manioc, poisson et viande fumés) et des produits artisanaux (poteries, pirogues, instruments de pêche) pour le marché local, de l’ivoire (entre 5 000 et 6 000 dents en 1870) et des esclaves (pour la main-d’œuvre locale après 1860).

- 1852 : reconstruction de Tindouf par les Tadjakant ; la ville prospère jusqu’à sa destruction par les Reguibat en 1894[3]. Le commerce transsaharien renaît avec la restauration d’étapes telles que Tindouf, sur la route de Tombouctou, un voyage de 50 à 60 jours qu’effectuent chaque année 1500 chameaux. Ce commerce fournit au nord esclaves, métaux et sucre. Les autorités françaises décident de contrôler les axes caravaniers et les frontières sahariennes de l’Algérie, alors que le trafic commercial commençait à se reporter vers le Maroc.
- 16 octobre 1853 : décrets impériaux pour une accélération de la culture du coton en Algérie[4].

- 1853-1855 : boom des exportations de caoutchouc au Gabon, porté par la hausse des prix en France. La chute brutale des prix en 1856 provoque une crise économique[5].

- 30 novembre 1854 : le projet de canal à travers l’isthme de Suez est repris à la mort de Méhémet Ali, qui s’y opposait, puis de son petit-fils Abbas Ier Hilmi ; Mohamed Saïd Pacha signe un acte de concession  à Ferdinand de Lesseps[6].
- 1854-1858 : développement des exportations d’huile de palme (Lagos, embouchure du Niger, Dahomey) et d’arachide (Sénégambie). Jules Lartigue, agent des Régis de Marseille, installe une factorerie à Lagos (1854) puis à Palma (1855), Agoué (1856) et Grand-Popo (1858), sur la Côte des Esclaves[7].
- 27 mars 1857 : le négociant marseillais Victor Régis conclu avec le ministère de la Marine et des Colonies une convention d’« immigration africaine ». Il s'engage à introduire vingt mille travailleurs africains en Martinique et en Guadeloupe, moyennant une prime de 500 francs par adulte, 300 francs par « non-adulte » et 50 francs par enfant[8].
- 1859 : 5 000 à 6 000 Indiens vivent à Zanzibar (200 en 1819 ; 350 en 1835, 700 en 1845)[9]. Ils ont un rôle primordial dans le commerce international et local et sont les seuls banquiers et financiers de l’Afrique orientale. Les plus riches d’entre eux occupent la charge convoitée de « maître des douanes », comme Jairam Sewji (en) (1834-1853) ou Tharia Topan (en) à partir de 1876.

- Le commerce extérieur de l’Afrique occidentale passe de 3,5 millions de livres vers 1850 à 8 millions en 1880 et 15 millions au début du XXe siècle.
- Développement des plantations esclavagistes fournissant pour l’exportation des céréales (maïs, riz, millet et sésame) dans l’arrière pays de Mombasa et de Lamu (3 000 tonnes vers 1850, 9000 vers 1885).
- Diffusion de la culture du manioc et du riz à partir de la côte orientale. Les houes de fer sont adoptées parallèlement. Cette évolution n’empêche pas les crises de subsistance. Les traditions de certains groupes font référence à de sévères famines dans les années 1830, 1860 et 1870.

- Cinq mille esclaves par an transitent du Tchad vers la Libye par le Fezzan. 15 000 esclaves par an sont vendus dans les marchés de la côte orientale.
- La population de Madagascar est estimée à un million d’habitants. Elle montre une grande unité culturelle fondée sur une langue commune et des coutumes identiques, synthèse d’héritages locaux et d’emprunts à l’Indonésie et à l’Afrique bantoue : rôle prédominant de la riziculture et de l’élevage bovin, importance du culte des ancêtres, division de la société en clans patrilinéaires et en ordres andriana (nobles), hova (hommes libres) et andevo (esclaves)] strictement cloisonnés, entre lesquels le mariage est en principe interdit. Elle est divisée en dix-huit karazabe (« tribus »), souvent des confédérations d’unités politiques largement autonomes, parfois dirigées par des rois.

- Développement des ports du Maroc. Un trafic d’environ 700 bateaux par an est enregistré entre le Maroc et l’Europe. Casablanca devient une étape importante pour la navigation de cabotage le long des côtes de l’Atlantique, et le point de départ de la moitié des exportations marocaines de laine et de céréales.

### Amérique

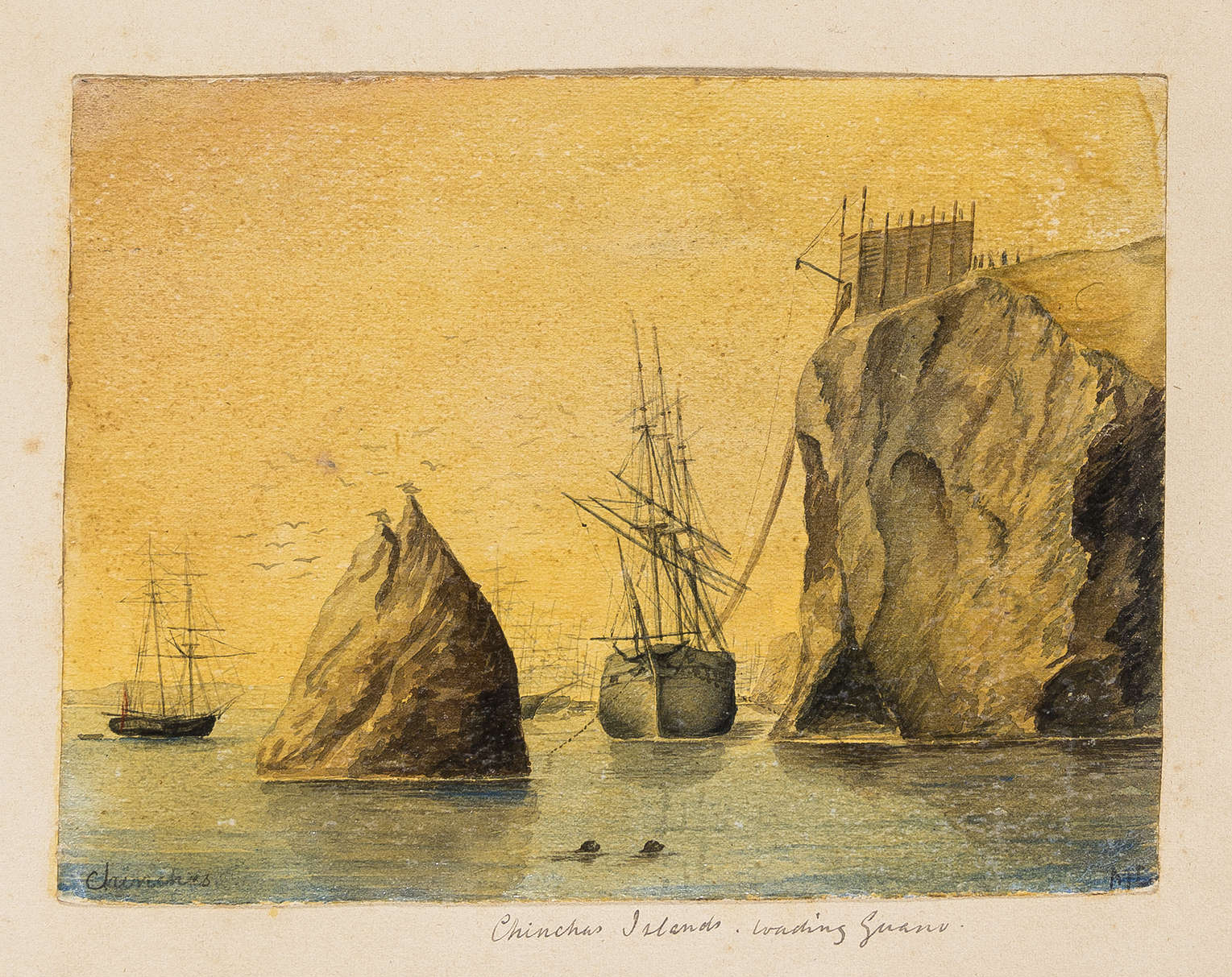
Clipper chargeant du guano aux îles Chincha - Aquarelle du capitaine Marcus Lowthe, vers 1842-1853.

- Vers 1845-1870 : ère du guano ; le guano, engrais naturel, assure la principale richesse du Pérou[10] (plus de 1 100 millions de francs-or en 25 ans).
- 1846-1851 : les Américains Elias Howe et Isaac Singer perfectionnent la machine à coudre[11]. 1 500 000 machines à coudre sont vendues de 1856 à 1869[12].
- 1848-1856 : ruée vers l'or en Californie[13].
- 1850 : selon le recensement des États-Unis, dans le Sud, un millier de familles possèdent 50 millions de dollars de revenus annuels tandis que les 660 000 autres familles blanches se partagent 60 millions de dollars[14].
- 1850-1873 : période soutenue de hausse des prix aux États-Unis[15].
- 1850-1870 : période de prospérité pour le café au Brésil. Malgré une mévente sur le marché international à la suite de la crise internationale de 1857, les prix remontent à partir de 1858 à la suite d'une maladie (elachista coffela) et la pénurie de mains-d'œuvre à la suite de l'arrêt de la traite des Noirs en 1850. Les fazendas (grandes propriétés) et les sitiantes (petits exploitants) se développent dans la vallée du Paraíba. Dès 1852 on utilise des machines à vapeur pour extraire et trier les graines de café. Entre 1850 et 1860 de 62 firmes industrielles, 14 banques, 20 compagnies de bateaux à vapeur, 23 compagnies d’assurance, 4 compagnies de colonisation agricole, 8 sociétés minières, 3 entreprises de transport urbain, 2 compagnies à gaz et 8 lignes de chemin de fer sont créées. Les prix de gros des vivres doublent et les prix de détail quadruplent de 1852 à 1859. Le prix des esclaves a doublé de 1852 à 1854[16],[17].

- 1853-1859 : la réduction de l’escadre britannique contre la traite pendant la guerre de Crimée entraîne l’accroissement des importations d’esclaves à Cuba (de 14 000 en 1853 à 30 500 en 1859)[18].
- 1854 : pic de l'immigration européenne aux États-Unis, suivie d'une forte baisse (460 697 émigrants en 1854, 206 085 en 1855, 279 242 en 1856, 341 809 en 1857, 185 059 en 1858)[19].
- 1856-1859 : lois libérales de réforme au Mexique. Elles mènent à la suppression du système de propriété collective des terres et à la sécularisation des terres du clergé[20].
- 22 août 1857 : krach boursier à New York qui provoque une panique financière aux États-Unis jusqu'à fin octobre. La faillite du système bancaire s’étend à la Grande-Bretagne et à la France. Dépression économique[21].

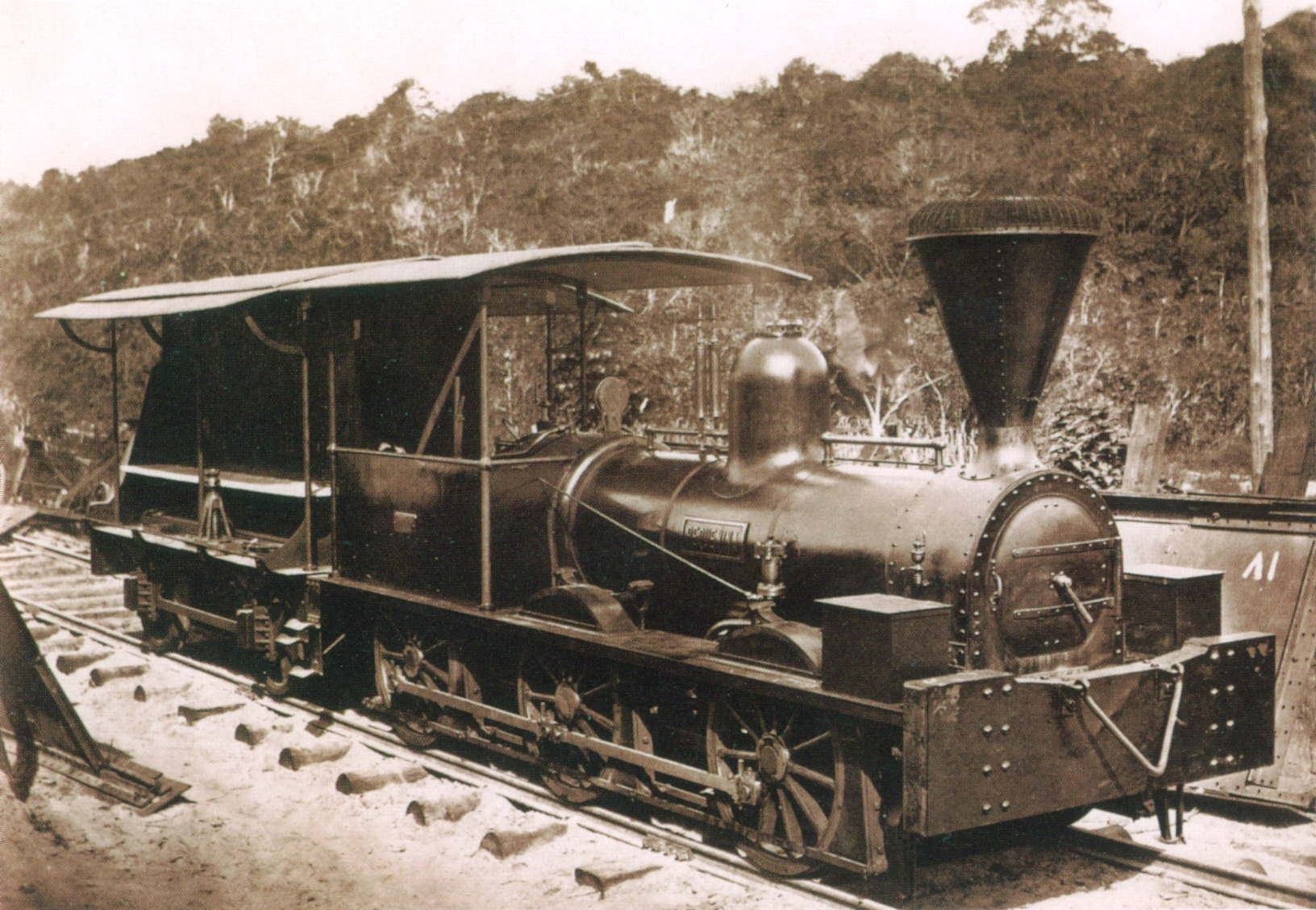
La locomotive Pequenina dans la province de Bahia (Brésil), vers 1859..

- 1858 : Brésil : le revenu national a quintuplé depuis 1838. Le gouvernement contracte le premier emprunt destiné à l’économie du pays (construction du chemin de fer)[16].

- Début de l’industrialisation au Canada. Implantation graduelle des syndicats de travailleurs. Le Canada accueille des syndicats du Royaume-Uni à partir des années 1850 et d'autres des États-Unis à partir des années 1860[22].
- Dans les années 1850, un millier d’esclaves prend la fuite chaque année aux États-Unis en direction du Nord, du Canada ou du Mexique[14]. 200 000 affranchis vivent dans le Nord.
- Mécanisation dans l'agriculture aux États-Unis. La John Deere Company produit 10 000 socs de charrue en acier par an. Cyrus McCormick fabrique un millier de moissonneuses mécaniques par an dans son usine de Chicago[14].
- Dans les années 1850, la ruée vers l'or en Californie oblige de nombreux Nord-américains à chercher un raccourci. Le Nicaragua, avec son immense lac central, suscite de nombreux projets de construction d’un canal interocéanique[23].

### Asie et Pacifique
- 1851 :
  - première ligne télégraphique en Inde entre Calcutta et Diamond Harbor, sur 48 km. En 1854, Calcutta est relié à Agra, Bombay et Madras[24].
  - ruée vers l'or en Australie. La population passe de 400 000 habitants en 1850 à 1,7 million en 1871[25].
- 1853 :
  - l'abolition des droits d’entrée au Royaume-Uni permet un développement spectaculaire de la production d’étain en Malaisie[26]. De nombreux travailleurs chinois sont employés dans les mines d’étain du Perak. Leur présence, mal acceptées par les autochtones, et la rivalité entre groupes linguistiques rivaux (Cantonais et Hakka) nécessite l’intervention régulière des Britanniques[27]. Il y a 50 000 immigrés chinois en Malaisie en 1850, 220 000 en 1911[28].
  - création des premières plantations de quinquina[29]. Le sud de l’Inde deviens le premier producteur du sous-continent.

- 1853-1854 :

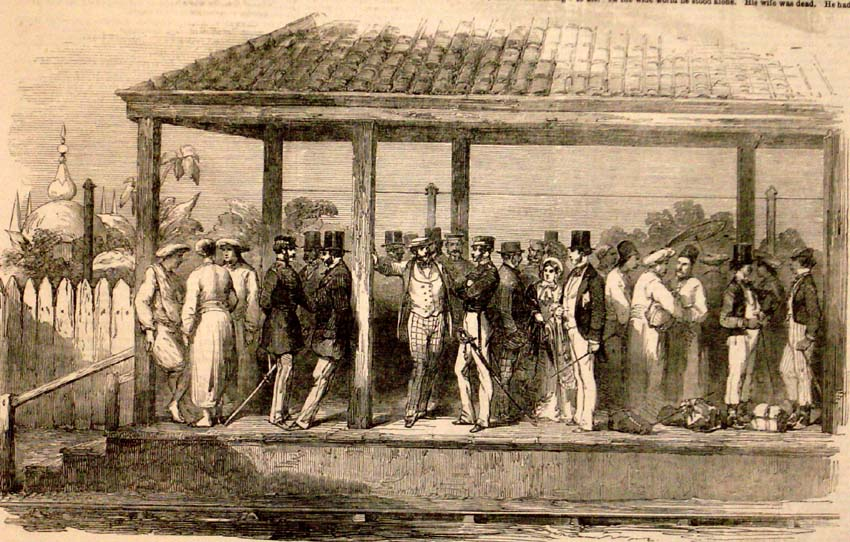
Une gare ferroviaire indienne en 1854.

  - premières lignes de chemin de fer en Inde[30], entre Bori Bunder (en) (Bombay VT) et Thane (32 km) puis entre Howrah et Hooghly (39 km). De 1855 à 1860, huit compagnies ferroviaires sont établies en Inde[31].
  - famine à Bellary en Inde et disette dans les districts voisins[32].
- 1853-1869 : Bakumatsu ; le Japon met fin à sa politique isolationniste (sakoku)[33]. Il s'ouvre au commerce extérieur en 1859. Les Britanniques assument de fait 80 % des importations japonaises dans les années 1859-1868 (coton, cotonnades, tissus de laine, fer et sucre)[34].
- 1854 :
  - la première filature de coton de l'Inde britannique s'ouvre à Bombay[35].
  - 1er octobre 1854 : création par Lord Dalhousie d’un système postal moderne en Inde[36].
  - construction à Kagoshima du premier haut fourneau au charbon de bois destiné à la production d’artillerie au Japon[37].
- 1858 : les industriels français commencent à importer du coton indien de Surate et Madras (17 000 balles de coton en 1858)[38].

### Europe
- 1850-1856 : ultime avancée des glaciers dans les Alpes (maximum de 1850-1855)[39]. Série de printemps glacés, d’étés frais et de vendanges tardives de 1850 à 1856[40]. Réchauffement hivernal en Grande-Bretagne à partir de 1850. Réchauffement hivernal au Danemark de 1,4 °C de 1850 à 1945.
- 1850-1865 : en Allemagne, la production de houille est multipliée par quatre, celle de fer par trois. La consommation de coton triple. Le réseau ferroviaire passe de 5 500 km à 14 000 km. De puissantes entreprises se sont constituées : Phoenix AG (de), Gute Hoffnung, l’Usine des colorants de Mannheim. De grandes banques apparaissent : Disconto-Gesellschaft (1851) et Darmstädter Bank (1853)[41]. La Ruhr, la Silésie et la Sarre sont les grandes régions industrielle : la Prusse assure les 4⁄5 de la production allemande.

- 1850 : 9 797 km de chemin de fer en Grande-Bretagne, 2 915 km en France, 5 856 km en Allemagne. Les chemins de fer allemands sont multipliés par 12 en dix ans, passant de 469 km de lignes en 1840 à 5 856 km en 1850, puis à 11 089 km en 1860[42]. L'Espagne qui n'a qu'une seule ligne de 28 km  entre Barcelone et Mataró en 1850, compte 1 649 km de voies ferrées en 1860[43].
- 1851 : lois agraires en Moldavie et en Valachie. La corvée est portée de 12 à 22 jours[44].
- 1852 : le Portugal compte une soixante-dix machines à vapeur, concentrées dans la région de Lisbonne et de Porto. 362 fabriques de plus de dix ouvriers emploient 8 560 ouvriers[45].
- 1er novembre 1852 : liaison télégraphique Paris-Londres[46].
- 19 février 1853 : l’Autriche signe un traité commercial avec la Prusse et obtient une baisse des droits de douane avec le Zollverein[47].
- 16 mai 1853 : nouveau code du travail des enfants en Prusse. Dans l’industrie, les enfants devront avoir 12 ans révolus et ne pas travailler plus de six heures par jour avant 14 ans. Trois heures sont réservées à l’école[48].
- 1853 : les Pays-Bas possèdent 392 machines à vapeur (42 en 1837, 464 en 1854)[49].
- 10 mars 1855[50] : l’économiste rhénan Bruck est chargé des finances en Autriche afin de réduire le déficit budgétaire[51].
- 31 octobre 1855 : création du Creditanstalt, banque pour le commerce et l’industrie en Autriche[52].
- 1857 : début de l'exploitation industrielle du pétrole de la région de Câmpina-Ploieşti en Roumanie[53].
- 5 août 1858 : première liaison télégraphique transatlantique[46].
- 12 au 15 septembre 1859 : congrès des économistes de Francfort qui réclame l’introduction de la liberté industrielle[54],[55].

#### Empire russe
- 1850-1858 : une épizootie de peste bovine décime le bétail en Russie, tuant 120 000 bêtes en 1858[56].
- 1851 : les barrières douanières sont abolies entre la Russie et la Pologne[57].
- 1852 : fondation de la Société du chemin de fer méridional. En 1855, le réseau ferré atteint 1 044 km[57]. En 1856, la société des chemins de fer russes est lancée, avec l'objectif de construire 4 000 km de voies[58].
- 1854 : dépréciation du rouble pendant la guerre de Crimée, dont la convertibilité est abandonnée jusqu’en 1897. La monnaie de papier, le rouble de crédit, est dépréciée durablement après 1855[57].
- 1855-1861 : soulèvements paysans en Russie (80 par an en moyenne). Débat sur le servage, multiplication des projets (Kaveline, Kochelev (ru), Samarine). Discussions reprises par la presse (le Contemporain) et les publications de Herzen à Londres[57].
- 1856 : assouplissement des mesures discriminatoires à l’encontre des Juifs en Russie ; abolition de la mobilisation d’enfants juifs, dérogation à l’obligation de résidence dans les provinces occidentales[57].
- 1857 : 
  - création de la Société d’Agriculture de Varsovie[57].
  - adoption d’un tarif douanier libéral[57].
- 1858 : premier timbre-poste russe[57].

#### France

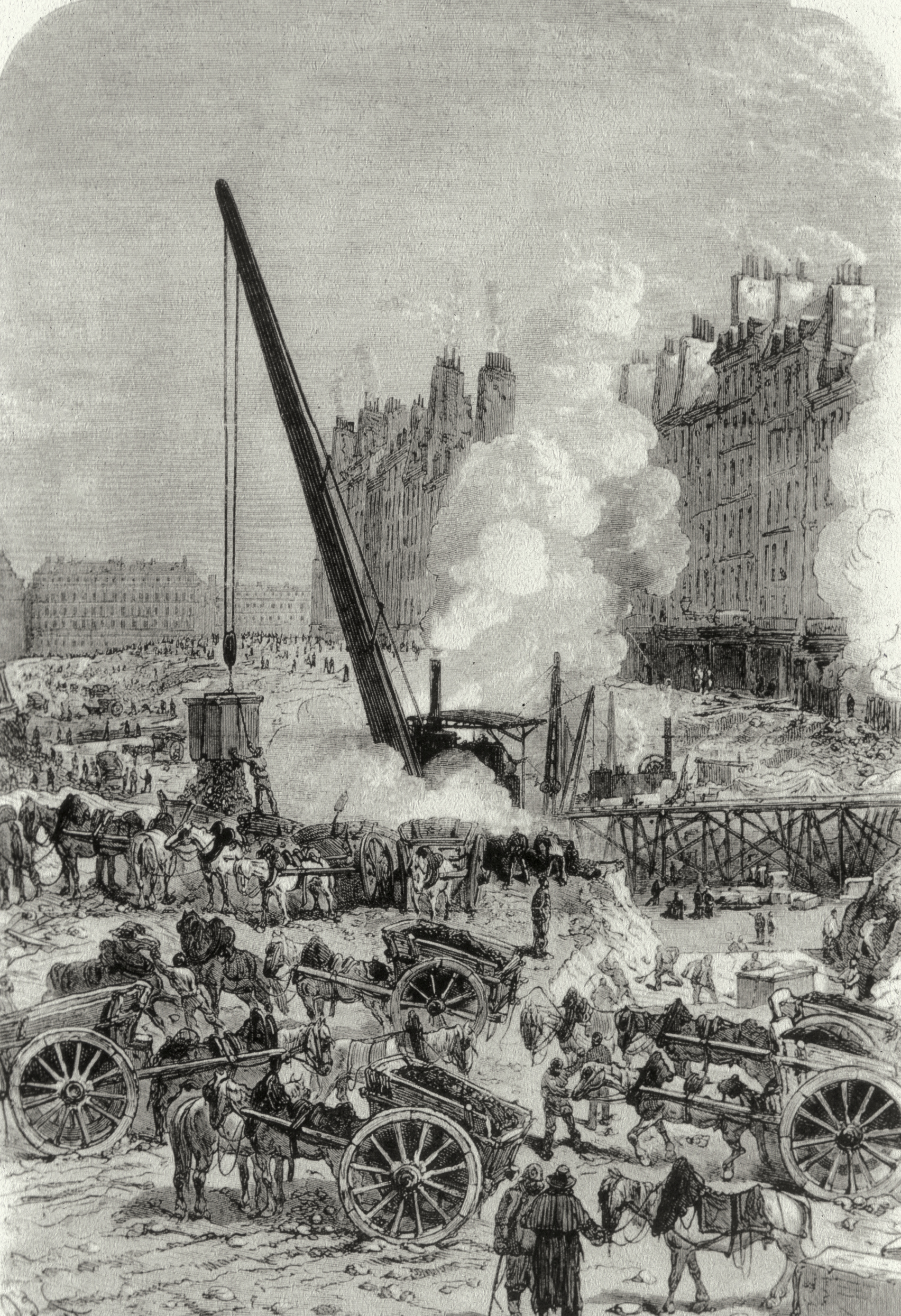
Démolition pour le percement de l'avenue de l'Opéra : entre la rue de l'Échelle et la rue Saint Roch.

- 1849-1851 : la sériciculture de la vallée du Rhône est touchée par la maladie du ver à soie[59].
- 1850 : 3 083 km de voies ferrées, chemins de fer d'intérêt général et local, chemins de fer industriels et tramways, sont en exploitation[60].
- 1852-1870 : travaux du baron Haussmann à Paris. La ville est dotée d’un éclairage public au gaz[61].
- 1852-1862 : forte croissance économique. Marqué par les thèses du comte de Saint-Simon, Louis-Napoléon Bonaparte favorise à partir de 1852 les logements sociaux, les œuvres de charité, les sociétés de secours mutuels qui se voient dotées des biens des Orléans[62].
- 1856 : loi sur les sociétés commerciales[63].

Grâce à la forte Croissance économique mondiale des années 1850, le prix constaté du blé évolue en hausse au cours de la décennie en France, y compris si l'on prend en compte l'évolution parallèle du salaire horaire, selon l'économiste Jean Fourastié, qui a démontré l'importance de l'Histoire de la culture des céréales sur celle de l'économie, également pour cette décennie de début de pénurie en céréales :
| Années                                     | 1850 | 1851 | 1852 | 1853 | 1854 | 1855 | 1856 | 1857 | 1858 | 1859 |
| Prix observé du quintal de blé (en francs) | 19,1 | 19   | 23,3 | 29,6 | 38,3 | 38,9 | 40,5 | 32,5 | 21,9 | 22,3 |
| Prix réel (ajusté du salaire horaire)      | 98   | 98   | 119  | 152  | 196  | 195  | 202  | 162  | 107  | 109  |

#### Royaume-Uni
- 1850-1870 : boom « victorien médian » de l’économie, période de croissance exceptionnelle ; à son issue, le Royaume-Uni, première puissance économique et commerciale, produit 60 % du charbon mondial, 50 % des tissus de coton, 40 % de l'acier, le tiers de la production mondiale d'objets manufacturés ; elle assure le quart du commerce mondial[65].
- 1851 :
  - création à Londres de l'agence télégraphique Reuter[66].
  - la production annuelle de charbon est de 65,2 millions de tonnes[67].
- 1855 et 1861 : lois sur l'abolition des droits sur les journaux et le papier importé[68].
- 14 juillet 1856  : loi sur les sociétés anonymes (Joint Stock Companies Act 1856 (en))[69].
- 1856 : Thomas Burberry, âgé de 21 ans, ouvre sa première boutique de vêtements à Basingstoke dans le Hampshire[70].
- 1857 : la faillite du système bancaire aux États-Unis s’étend à la Grande-Bretagne[21]. Dépression économique.

- Au cours de la seconde moitié du siècle, se constitue au niveau national un réseau de banques à succursales, les Big Eight de Londres, devenu après des fusions les Big Five après 1919[71].
- 58 % de la superficie agricole est occupée par des fermes de 20 à 120 ha et 34 % de plus de 150 ha ; cette concentration permet une hausse continue des revenus fonciers jusqu'à la fin des années 1870[72].
- Développement des classes moyennes. Les travailleurs qui n’exercent pas un métier manuel passent entre 1851 et 1911 de 1,25 à 3,4 millions d’actifs, soit 18 % de la population active. Le nombre de domestiques, dont l’emploi est indispensable à la notion de bourgeoisie, passe de 848 000 en 1851 à 1,3 million en 1871. Les classes laborieuses passent de 1851 à 1911 de 7 à 15 millions de personnes[73].
- La semaine anglaise (arrêt du travail le samedi à midi) se généralise. 8 % de la population est affiliée à des sociétés de secours mutuel (Fiendly Societies) qui font office d’assurance contre la maladie et la vieillesse. Les salaires augmentent de 25 à 30 % entre 1850 et 1875 et la stagnation ou le recul des salaires au cours des deux décennies suivantes est compensé par la chute du coût de la vie de 40 %[74].
- Déchristianisation : la pratique pascale concerne la moitié des Anglais en 1851, puis un sur cinq au début du XXe siècle. Conversion spectaculaire au catholicisme de John Newman (1845) et de Henry Manning (1851). Le nombre des catholiques en Grande-Bretagne passe de 700 000 en 1851 à 1,6 million en 1900[75].

## Démographie
- 1850 :
  - la population mondiale atteint 1,241 milliard d’habitants ; 801 millions en Asie, 277 en Europe, 102 en Afrique, 59 en Amérique, 2 en Océanie[76].
  - 26 millions d’habitants en Amérique du Nord. 33 millions en Amérique du Sud et centrale[77]. 7,662 millions d’habitants au Mexique. 1,374 million d’habitants en Bolivie, 1,443 au Chili, 2,001 au Pérou. 7,230 millions d’habitants au Brésil, dont 2/3 de Noirs. 1,186 million d’habitants à Cuba, 0,495 à Porto Rico, 0,146 en République dominicaine, 0,938 à Haïti. 1,1 million d’habitants en Argentine, 0,350 au Paraguay, 0,915 en Uruguay. 0,101 million d’habitants au Costa Rica, 0,366 au Salvador, 0,850 au Guatemala, 0,350 au Honduras, 0,300 au Nicaragua, 0,135 au Panama. 2,065 millions d’habitants en Colombie, 1,490 au Venezuela, 0,814 en Équateur.
  - le Royaume-Uni compte 27,3 millions d’habitants. La majorité de la population vit dans des villes. Sept millions de personnes émigrent entre 1850 et 1900.
  - 2,35 millions de Juifs dans l'Empire russe, Pologne comprise[78]. 250 000 en Hongrie.
  - Buda et Pest comptent 100 000 habitants.
- 1850-1859 : 2 814 554 immigrants aux États-Unis[79]
- 1851-1852 : recensement au Canada ; le pays compte 2 436 297 habitants[80].
- 1857 : Zanzibar compte 300 000 habitants dont 200 000 esclaves[81].
- 1858 : selon la dixième révision des âmes, l’empire russe compte 75 millions d’habitants, 60 millions en Russie d’Europe dont 55 millions de paysans. Saint-Pétersbourg compte 500 000 habitants, Moscou 450 000[57].